# Spyglass Hill Golf Course
De Spyglass Hill Golf Course is een golfbaan in de Verenigde Staten. De golfbaan werd opgericht in 1966 en bevindt zich in Pebble Beach, Californië. Het is een 18 holesbaan met een par van 72 en werd ontworpen door de golfbaanarchitect Robert Trent Jones.

## Golftoernooien
Voor het golftoernooi bij de heren is de lengte van de golfbaan 6364 m met een par van 72. De course rating is 75,5 en de slope rating is 147.
- Bing Crosby/AT&T Pebble Beach National Pro-Am: 1967-heden